# Итил
Итил је у грчкој митологији био син тебанског краља Зета и Аедоне.

## Етимологија
Име овог јунака има значење „мали Итиј (врба)“.

## Митологија
Према Хомеровој „Одисеји“, пошто је имала само сина Итила, Аедона је завидела својој јетрви Ниоби, која је имала дванаесторо деце, па је решила да убије Ниобиног најстаријег сина Амалеја (или Сипила), који је иначе био одгајан заједно са њеним сином. Пошто су дечаци спавали заједно, рекла је свом сину да заузме место крај зида. Међутим, он је није послушао и она је у мраку убила њега. Када је схватила шта је урадила, обузео ју је велики бол и богови су се сажалили на њу. Зато су је претворили у славуја, који се оглашава песмом у пролеће, како би, према веровању, оплакао сина јединца.
Према другој причи, Аедонин супруг је био уметник Политехно. И у овој верзији, Аедона је убила сина Итила, али како би се осветила љубоморном мужу.
Према неким изворима, Итил је био заправо девојчица, Аедонина кћерка, коју је мајка случајно убила.

## Биологија
Латинско име ове личности (Itylos) је један од синонима рода Madeleinea у оквиру групе лептира.